# Boulia Shire
Koordinaten: 22° 54′ S, 139° 54′ O

Das Shire of Boulia ist ein lokales Verwaltungsgebiet (LGA) im australischen Bundesstaat Queensland. Das Gebiet ist 60.905,7 km² groß und hat etwa 430 Einwohner.

## Geografie
Das Shire liegt im Outback im Westen des Staats an der Grenze zum Northern Territory etwa 1.400 km westlich der Hauptstadt Brisbane und etwa 620 km östlich von Alice Springs.
Verwaltungssitz der LGA ist Boulia mit etwa 270 Einwohnern. Weitere Ortschaften sind Barkly, Buckingham, Piturie, Warburton und Warenda.

## Geschichte
Burke und Wills waren die ersten bekannten europäischen Forscher in der Region. Von ihrer Expedition 1861 bis zur Gründung von Boulia, das nach einem Ureinwohnerwort für Wasserloch benannt sein soll, vergingen gut 18 Jahre. 1887 wurde schließlich der Bezirk Boulia als Verwaltungseinheit gegründet.

## Verwaltung
Der Boulia Shire Council hat fünf Mitglieder. Der Mayor (Bürgermeister) und vier weitere Councillor werden von allen Bewohnern des Shires gewählt. Die LGA ist nicht in Wahlbezirke unterteilt.